# Fahangou
Fahangou est une localité du Cameroun située dans la commune de Moutourwa, le département du Mayo-Kani et la Région de l'Extrême-Nord, à 2,5 km au nord de Noubou, à proximité de la frontière avec le Tchad.

## Localisation
Fahangou est localisé à 10° 20' 10,4" nord de latitude et 14° 06' 54,3" est de longitude.